# 한화호텔앤드리조트
한화호텔앤드리조트(영어: Hanwha Hotels & Resorts)는 1979년 국내 최초 콘도미니엄 분야를 시작으로 호텔과 레저 서비스 산업을 기반으로 하고 있는 한화그룹의 서비스 계열사이다. 현재는 리조트, 호텔, 레저 사업을 운영하는 호스피탈리티 부문과 부동산 종합 서비스를 제공하는 에스테이트 부문을 중심으로 사업을 펼치고 있다.
총 4,700여 객실의 국내 10개 직영 리조트, 호텔 4곳, 골프장 3곳(63홀)을 운영 중이며 지스텀 플라워샵, 테마파크(설악워터피아, 경주 뽀로로 아쿠아빌리지)도 갖추고 있다. 호텔은 더 플라자, 여수 벨메르, 브리드 호텔 양양, 마티에 오시리아 총 4곳이다. 리조트는 거제 벨버디어, 경주, 대천 파로스, 산정호수 안시, 설악 쏘라노, 설악 별관, 용인 베잔송, 제주, 평창, 해운대, 백암온천 총 11곳이다. 
또한 자회사로 아쿠아리움 사업을 담당하는 아쿠아플라넷, F&B사업을 영위하는 한화푸드테크, 승마사업을 전개하는 한화넥스트를 두고 있다. 

## 연혁
- 1980.06    용인C/C 개장
- 1982.01    설악본관 개장
- 1985.04    용인콘도 개장
- 1988.07    설악신관 개장
- 1988.08    지리산콘도 개장
- 1988.09    양평콘도 개장
- 1988.10    백암콘도 개장
- 1993.01    수안보콘도 개장
- 1996.07    산정호수콘도 개장
- 1997.07    설악워터피아 개장
- 1998.07    대천콘도 개장
- 2001.07    해운대콘도 개장
- 2003.10    제주콘도 개장
- 2004.08    제주봉개프라자 CC 개장
- 2004.09    Jade Palace G.C 개장
- 2005.11    한화리조트/휘닉스파크 개장
- 2006.03    경주 2콘도(에톤) 개장 및 스프링돔 개장
- 2006.12    설악 씨네라마 개장
- 2008.11    한화리조트/휘닉스파크 컨퍼런스동 신축
- 2010.10    프라자호텔 리모델링 완료
- 2010.10    63빌딩 연회장 리모델링 완료
- 2011.05    제이드가든 수목원 개장
- 2011.07    한화리조트/설악 본관 리모델링 완료
- 2011.07    설악워터피아 증축 완료
- 2011.07    한화리조트/대천 리모델링 완료
- 2011.12    한화리조트/해운대 리모델링 완료
- 2013.06    한화리조트/산정호수 리모델링 완료
- 2015.06    한화리조트/용인 리모델링 완료
- 2016.03    한화리조트/제주 리모델링 완료
- 2016.06    아쿠아플라넷/63 리모델링 완료
- 2016.09    더 플라자 그랜드볼룸 리모델링 완료
- 2017.07    한화리조트/경주 뽀로로아쿠아 빌리지 개장
- 2018.10    거제 프리미엄 리조트 오픈
- 2020.07    여수 벨메르 호텔 오픈
- 2021.03    한화리조트/지리산 운영중단
- 2021.07    양양 브리드 호텔 오픈
- 2021.08    한화리조트/수안보 운영중단
- 2022.07    마티에 오시리아 오픈

## 브랜드

### 호텔(Hotel)
| 명칭             | 영문 명칭                             | 주소                                      |
| ---------------- | ------------------------------------- | ----------------------------------------- |
| 더 플라자        | THE PLAZA Seoul, Autograph Collection | 서울특별시 중구 소공로 119                |
| 여수 벨메르      | Yeosu Belle Mer                       | 전라남도 여수시 웅천남4로 17              |
| 브리드 호텔 양양 | Breathe Hotel Yangyang                | 강원 양양군 현남면 인구항길 17            |
| 마티에 오시리아  | Matie Osiria                          | 부산광역시 기장군 기장읍 동부산관광7로 17 |

### 리조트(Resort)
| 명칭                     | 영문 명칭                          | 주소                                         |
| ------------------------ | ---------------------------------- | -------------------------------------------- |
| 한화리조트 해운대        | Hanwha Resort Haeundae             | 부산광역시 해운대구 마린시티3로 52           |
| 한화리조트 용인 베잔송   | Hanwha Resort Yongin Besancon      | 경기도 용인시 처인구 남사읍 봉무로153번길 79 |
| 한화리조트 산정호수 안시 | Hanwha Resort Sanjeong Lake Annecy | 경기도 포천시 영북면 산정호수로 402          |
| 한화리조트 설악 쏘라노   | Hanwha Resort Seorak Sorano        | 강원특별자치도 속초시 미시령로2983번길 111   |
| 한화리조트 설악 별관     | Hanwha Resort Seorak Annex         | 강원특별자치도 속초시 미시령로2983번길 16    |
| 한화리조트 평창          | Hanwha Resort Pyeongchang          | 강원특별자치도 평창군 봉평면 태기로 228-33   |
| 한화리조트 대천 파로스   | Hanwha Resort Daecheon Paros       | 충청남도 보령시 해수욕장3길 11-10            |
| 한화리조트 경주          | Hanwha Resort Gyeongju             | 경상북도 경주시 보문로 182-27                |
| 한화리조트 백암온천      | Hanwha Resort Baegam Hot Springs   | 경상북도 울진군 온정면 온천로 129-13         |
| 한화리조트 거제 벨버디어 | Hanwha Resort Geoje Belvedere      | 경상남도 거제시 장목면 거제북로 2501-40      |
| 한화리조트 제주          | Hanwha Resort Jeju                 | 제주특별자치도 제주시 명림로 575-107         |